# Karl Philipp zu Schwarzenberg
Karl Philipp fürst zu Schwarzenberg (Wenen, 15 april 1771 - Leipzig, 15 oktober 1820) was een Oostenrijks veldmaarschalk.
Hij leidde het Leger van Bohemen tijdens de opmars naar Parijs tijdens de laatste fase van de Zesde Coaltieoorlog in 1814.
Hij werd op 27 augustus 1815 door koning Willem I der Nederlanden tot grootkruis in de Militaire Willems-Orde benoemd. De Oostenrijkse keizer liet voor hem een massief gouden Kanonnenkruis ter herinnering aan de bevrijdingsoorlogen slaan.

## Militaire loopbaan
- Leutnant: 1788
- Hauptmann: 1788[3]
- Major: 1792 - 1790[3]
- Oberstlieutenant: voorjaar 1793[3]
- Oberst: 1796 - 1794[3]
- Generalmajor: 10 augustus 1796[4][3]
- FeldmarschallLeutnant: 3 september 1800[3]
- General der Kavallerie: 26 september 1809
- Feldmarschall: 2 oktober 1812[4]

## Onderscheidingen
- Vorst verheven in 1804
- Grootkruis in de Militaire Willems-Orde op 27 augustus 1815
- Grootkruis in de Orde van Maria Theresia
- Commandeur in de Orde van Maria Theresia in 1805[4]
- Ridderkruis in de Orde van Maria Theresia op 25 mei 1794[3]
- Orde van het Gulden Vlies in 1809
- Militaire Max Joseph-Orde
- Orde van de Heilige Geest
- Legioen van Eer in 1811
- Orde van de Zwarte Adelaar op 8 oktober 1813
- Orde van de Olifant in 1815

Charles-Joseph de Ligne · Joseph Alvinczy von Berberek · Heinrich von Bellegarde · Johannes I Jozef van Liechtenstein · Karl Philipp zu Schwarzenberg · Josef Radetzky von Radetz · Maximilian von Wimpffen · Alfred I zu Windisch-Graetz · Laval Nugent von Westmeath · Eugen Wratislaw von Mittrowitz-Nettolitzky · Heinrich von Heß · Albrecht van Oostenrijk-Teschen · Edmund zu Schwarzenberg
- Bibliothèque nationale de France: cb10703062n (data)
- Gemeinsame Normdatei: 118763032
- Historisch woordenboek van Zwitserland: 041519
- International Standard Name Identifier: 0000 0000 5509 3356
- Library of Congress Control Number: n83132162
- Nationale Bibliotheek van Tsjechië: jn20000701628
- Nationale Bibliotheek van Israël: 987007295917505171
- Nationale Bibliotheek van Polen: a0000002691374
- Nederlandse Thesaurus van Auteursnamen: 073916854
- Système universitaire de documentation: 166370940
- Virtual International Authority File: 24593025
- WorldCat: E39PBJcrfJy7xVvFygxW6kb68C